# Sweet Smoke
I Sweet Smoke sono un gruppo progressive rock statunitense attivo nei primi anni settanta.
Il loro stile risentiva di influenze jazz e funk; formatisi a New York nel 1967, si trasferirono in Germania dopo breve tempo dalla nascita.

## Formazione
- Andrew Dershin - basso
- Jay Dorfman - percussioni e batteria
- Marvin Kaminovitz - chitarra solista, voce
- Michael Paris - sassofono, voci, percussioni
- Steve Rosenstein - chitarra ritmica, voci
- Jeffrey Dershin - pianoforte, percussioni, voci
- Rochus Kuhn - violoncello
- Rick Greenberg - chitarra ritmica, sitar
- John Classi - percussioni, effetti
- Martin Rosenberg - percussioni

## Discografia
- Just A Poke (1970)
- From Darkness to Light (1973)
- Sweet Smoke Live (1974)